# Cobra de Pugachov
La cobra de Pugachev es una acrobacia aérea consistente en levantar el morro del avión hasta formar un ángulo de 120° reduciendo drásticamente la velocidad en pocos segundos pero sin perder altura, incluso puede levantarse para luego volver a su trayectoria original.
El primer registro de esta acrobacia fue realizado por aviones suecos "Saab 35 Draken" sobre aviones soviéticos que volaban cerca de su espacio aéreo
El primer piloto que la ejecutó oficialmente fue el ⁸soviético Víktor Pugachev en 1989, en el Paris Air Show de Le Bourget en un caza Sukhoi Su-27.
Actualmente, existen varias aeronaves que pueden realizar la maniobra con éxito como el Su-27, Su-30, Su-33, Su-27М,  Su-35, Su-37, Su-57, Мig-29ОVТ, Мig-35, F-22 Raptor y Eurofighter Typhoon, y el pionero de la maniobra, el Saab 35 Draken. Sin embargo, los cazas rusos de la familia del Su-27 y subsecuentes derivados de su diseño original son los mejor capacitados para ello ya que por su espléndida aerodinámica fueron diseñados para alta maniobrabilidad y soportar amplios ángulos de ataque. Para lograr este objetivo se requieren grandes elevadores horizontales traseros, los motores con toberas vectoriales (pueden pivotar) y nuevos motores de enorme potencia.

Esquema de la maniobra aérea conocida como La cobra de Pugachev.

La efectividad de esta maniobra en combate es discutida. Teóricamente podría servir para evitar misiles o para lanzar un ataque en una dirección inesperada por el objetivo, pero la reducción de velocidad deja al avión en una posición muy vulnerable, aunque para maniobras evasivas puede servir inicialmente para el combate aéreo, soltando bengalas de calor para distraer misiles y girando para cambiar la trayectoria de la nave.
La maniobra se basa en la capacidad del avión para poder cambiar rápidamente el ángulo de ataque (alfa) sin sobrecargar el fuselaje, y suficiente empuje del motor para mantener una altitud casi constante durante todo el movimiento, sino también la estabilidad y aerodinámica posteriores a la entrada en pérdida que permiten la recuperación del vuelo nivelado. La maniobra exige un control preciso del pitch, estabilidad alfa y compatibilidad entre motor y entrada de la aeronave, así como un alto nivel de habilidad por parte del piloto.
La maniobra cobra es un ejemplo de supermaniobrabilidad, especialmente en la maniobra posterior a la entrada en pérdida. La maniobra Herbst y la maniobra del helicóptero son maniobras similares posteriores a la entrada en pérdida que suelen ejecutar los aviones de combate de 4ª generación y los de 5ª generación que emplean vectorización del empuje.
La maniobra se suele realizar en espectáculos aéreos, pero podría usarse como maniobra de último recurso para forzar a un perseguidor a sobrepasarse en combate aéreo a corta distancia. La maniobra nunca se ha verificado en combate real, aunque se ha utilizado durante simulacros de combates aéreos y protección de fronteras. 